# 薩多韋 (傑拉日尼亞區)
49°13′52″N 27°38′53″E / 49.23111°N 27.64806°E
薩多韋（烏克蘭語：Садове）是位於烏克蘭西部的村莊，由赫梅利尼茨基州裡赫梅利尼茨基區的沃夫科溫齊市鎮負責管轄。該村始建於1650年，面積1.3平方公里，海拔高度364米，2001年人口234，人口密度每平方公里179.9人。